# 水野忠夫
水野 忠夫（みずの ただお、1937年7月13日 - 2009年9月20日）は、日本のロシア文学者、翻訳者。ロシア・アヴァンギャルド研究者として知られた。

## 略歴
満洲で生まれる。1946年、敗戦により引き揚げ。1949年、麻布中学校に入学。このとき作家の安部譲二と同じクラスであった。
1956年、早稲田大学第一文学部ロシア文学専修に入学。1961年に卒業し、大学院修士課程へ進む。1966年にはモスクワ、レニングラードを初めて訪問した。
立教大学講師、東京工業大学講師、お茶の水女子大学講師などを経て、1973年、早稲田大学文学部専任講師となる。1978年、モスクワ大学と早稲田大学との協定による交換研究員としてモスクワ、レニングラード、グルジアを訪れる。1980年、早稲田大学文学部教授に就任し、その後、NHKのテレビ・ラジオのロシア語講座の講師も務めた。
2008年3月に早稲田大学を定年退職。2009年9月20日、気管支破綻により死去。72歳没。
1997年9月から2008年3月までの10年間、早稲田大学バレーボール部部長を務めたことがある。1998年7月に男子部が東日本大学選手権で優勝するなど、就任期間中、バレーボール部は好成績を残した。

## 著書

### 論考
- 『マヤコフスキー・ノート』（中央公論社 1973年／平凡社ライブラリー 2006年）
- 『ロシア・アヴァンギャルド－未完の芸術革命』（PARCO出版局 1985年／ちくま学芸文庫 2023年6月）
- 『囚われのロシア文学 ソヴェト政権下の文芸活動』（中公新書 1986年）

### エッセイ
- 『ロシア読書ノート』（南雲堂 1985年）
- 『ロシア雑記』（南雲堂 1987年）
- 『ロシア文化ノート』（南雲堂フェニックス 2001年）

## 翻訳

### 文学作品
- 氷の本 ソ連南極学術調査隊遠征日誌 ユハン・スムール 江川卓共訳（日本文華社・新書 1964年）
- 巣窟の崩壊(ヴェニヤミン・カヴェーリン 現代ソヴェト文学18人集第2（新潮社 1967年）
- ザミャーチン『島の人々』現代ソヴェト文学18人集第1（新潮社 1967年）
- ブイコフ『死者に痛みはない』新しいソビエトの文学 第1（勁草書房 1967年）
- ユーリ・カザコフ『アダムとイヴ』同上 第2
- ショーロホフ『静かなドン』（全3巻、世界の文学：中央公論社、1970年）
- ドストエフスキー『地下室の手記』世界文学全集（集英社 1970年）
- ソルジェニーツィン『マトリョーナの家』 ノーベル賞文学全集（主婦の友社 1971年）
- ブルガーコフ『悪魔物語』（集英社 1971年）
- ブルガーコフ『犬の心臓』（河出書房新社 1971年）、新装版2012年
- ブルガーコフ『劇場』（白水社 1972年）
  - 『劇場』白水Uブックス、2017年
- マクシーモフ『検疫』（河出書房新社 1975年）
- ブルガーコフ『巨匠とマルガリータ』世界の文学（集英社 1977年）
  - 集英社ギャラリー「世界の文学」1990年
  - 河出書房新社版「世界文学全集」 2008年、全面改訳版
  - 岩波文庫（上下）、2015年
- ドストエフスキー 『地下室の手記・永遠の夫』 世界文学全集（集英社 1979年）
- ブルガーコフ『悪魔物語・運命の卵』（岩波文庫 2003年）

### 論文・実録
- ドストエフスキー同時代人の回想 ドリーニン編（河出書房新社 1966年）
- ドストエフスキー論 肯定と否定 シクロフスキー（勁草書房 1966年）
- ポチョムキンの水兵たち K.フェリドマン（三一書房 1967年）
- シクロフスキー『散文の理論』（せりか書房 1971年）
- 革命のペテルブルグ V.シクロフスキー（晶文社 1972年）
- 『ショスタコーヴィチの証言』 ソロモン・ヴォルコフ編（中央公論社 1980年／中公文庫 1986年、新版2001年）
- 『ロシア・フォルマリズム文学論集 2』 小平武・北岡誠司ほか共訳（せりか書房 1982年）
- トゥイニャーノフ『詩的言語とは何か』大西祥子共訳（せりか書房 1985年）